# Samedi fasciste

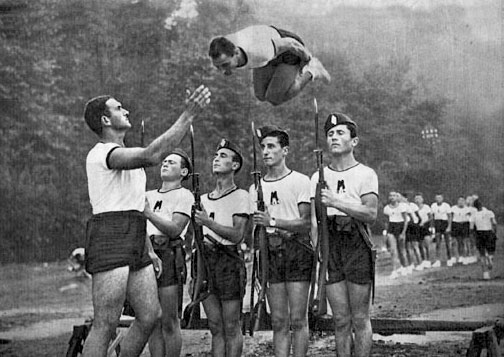
Activité type du samedi fasciste

Le samedi fasciste (en italien : sabato fascista) était le terme utilisé pour désigner le jour du samedi pendant l'ère fasciste, consacrée aux activités culturelles, sportives, paramilitaires, politiques et professionnelles. 

## Règlementation
Il a été créé par l'arrêté royal n°1010 du 20 juin 1935, par Benito Mussolini, sur les instructions d'Achille Starace. 
Le décret visait à réglementer la vie du citoyen également le dimanche, jour où « en règle générale, seuls les événements culturels, sportifs et récréatifs » peuvent avoir lieu, laissant au moins un dimanche par mois complètement libre. Les activités sportives ont été réglementées en 1928 au sein du Comité olympique national italien. 

## Caractéristiques
Le samedi fasciste a interrompu la journée de travail à treize heures, de sorte que l'après-midi a été consacrée à « des activités de formation principalement de nature pré et post-militaire, ainsi que d'autres de nature politique, professionnelle, culturelle et sportive ». Souvent, pour les élèves, des activités de gymnastique étaient prévues, pour se maintenir en forme et pour montrer leurs capacités physiques et leurs performances. S'abstenir de ces activités pourrait avoir des répercussions sur le régime. 
Les garçons, en uniforme et dans les organisations de jeunesse fascistes, devaient suivre des cours sur la doctrine fasciste et faire des exercices de gymnastique,, : manipuler le mousquet, se jeter dans des cercles de feu, faire des sauts. L'Œuvre nationale du temps libre et les nombreuses installations de voyage et de loisirs collectifs font également partie du plan de loisirs. Les filles, vêtues de blouses blanches et de jupes noires, tournaient en rond, avec des massues et des drapeaux, et pratiquaient la course et le saut.